# Trachylepis vezo
Trachylepis vezo är en ödleart som beskrevs av  Ramanamanjato, Nussbaum och Raxworthy 1999. Trachylepis vezo ingår i släktet Trachylepis och familjen skinkar. IUCN kategoriserar arten globalt som otillräckligt studerad. Inga underarter finns listade i Catalogue of Life.